# Arcologie

Arcologisch conceptontwerp NOAH, New Orleans Arcology Habitat, door E. Kevin Schopfer. Een ecologisch concept voor een stadsdeel waar 40.000 mensen kunnen wonen, werken en ontspannen.

Arcologie (Engels: arcology) is een set van ontwerpprincipes voor architectuur zoals die zijn beschreven door Paolo Soleri. Het woord is een porte-manteau van de woorden 'architectuur' en 'ecologie'. De principes zijn gericht op het ontwerpen van enorme woonomgevingen of habitats met een extreem hoge bewoningsdichtheid, die zowel woningen, bedrijven als landbouwfaciliteiten omvatten en die het milieu zo weinig mogelijk belasten. Dergelijke complexen worden vaak aangeduid met de term 'economisch zelfvoorzienend'.
Het begrip arcologie beperkt zich over het algemeen tot werk van architect Paolo Soleri die het concept bekendheid gaf.
Bij een zogenoemde ecopolis wordt een van de arcologische principes toegepast, te weten een zo laag mogelijke belasting van het milieu bij het ontwerp en gebruik van de stad.

## Voorbeelden

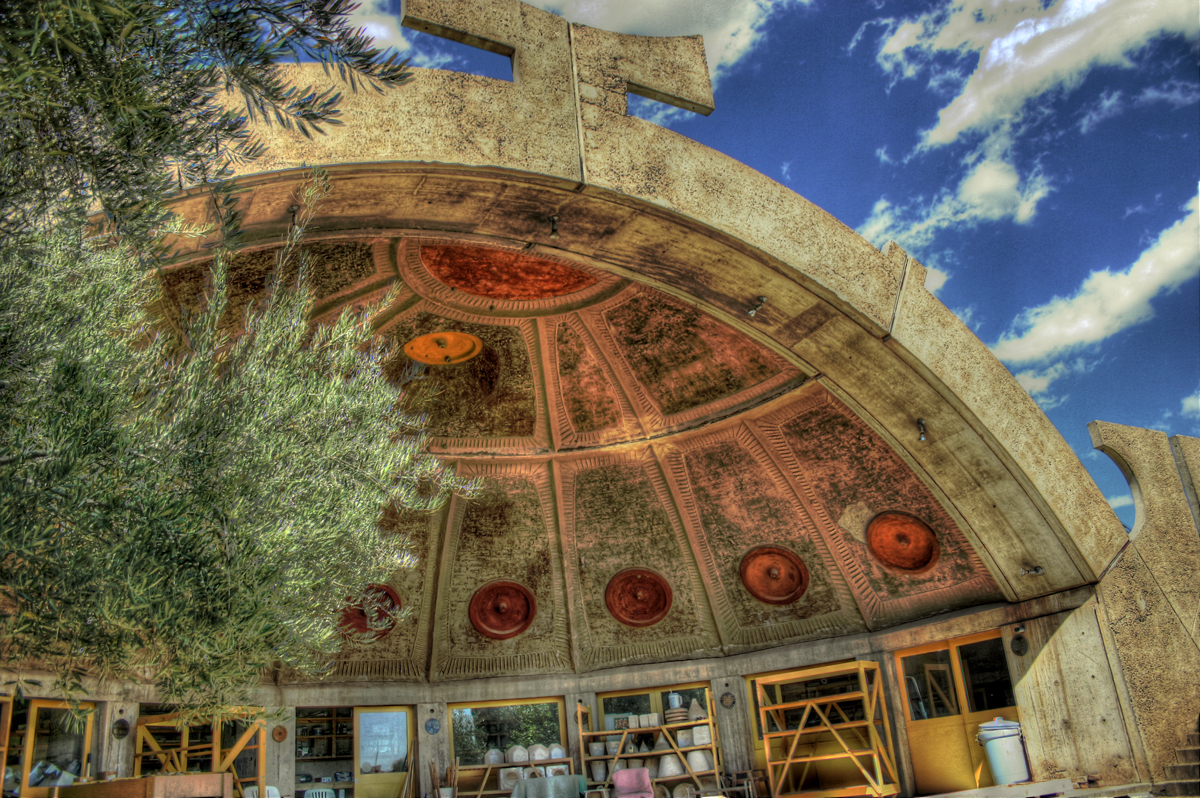
Het dak van de keramiekwerkplaats in Arcosanti. Ecologische elementen: de werkplaats fungeert met een verplaatsbaar podium tevens als theater en de naar het zuiden gerichte halve koepel maakt optimaal gebruik van de zon met in de zomer schaduw en in de winter bij laagstaande zon licht en warmte.

- Arcosanti is een door Poalo Soleri ontworpen stad in aanbouw in centraal Arizona in de Verenigde Staten. Het belangrijkste doel van de stad is het demonstreren van arcologie. In 1970 werd begonnen met de bouw en er zijn enkele, relatief kleine, experimentele constructies gebouwd. Afhankelijk van het aantal aanwezige studenten en vrijwilligers telt Arcosanti tussen de 50 en 150 inwoners.
- Masdar in het emiraat Abu Dhabi is het grootste volgens enkele arcologische principes ontworpen project in aanbouw. De stad zal op zes vierkante kilometer 45.000 tot 50.000 inwoners huisvesten en zal volledig draaien op hernieuwbare energiebronnen.
- De Strip in Las Vegas kent arcologische elementen in de vorm van een stelsel van ondergrondse en bovengrondse voetgangersverbindingen tussen verschillende casinocomplexen. Deze verbindingen bieden bescherming tegen de extreme woestijntemperaturen op straat.

## In fictie (boeken, films, enz)
Arcologische principes en ideeën worden regelmatig gebruikt in fictie (sciencefiction). Enkele voorbeelden zijn:
- De stad Zion in de filmtrilogie The Matrix kent arcologische elementen.
- In het stedensimulatiespel SimCity 2000 en SimCity 5 is het mogelijk om arcologies te bouwen.
- Ook in het spel Forge of Empires kunnen vanaf het tijdperk 'toekomst' arcologieën worden gebouwd.